# باشگاه فوتبال قره‌داغ لوکباتان
باشگاه فوتبال قره‌داغ لوکباتان (ترکی آذربایجانی: Qaradağ Lökbatan Futbol Klubu) یک باشگاه فوتبال در شهر لوکباتان کشور جمهوری آذربایجان است. ورزشگاه مجموعه ورزشی المپیک لوکباتان میزبان بازیهای این تیم است.